# Orsovai Valéria
Orsovai Valéria (Pilisvörösvár, 1943. október 18.– ) – magyar festőművész.

## Életpályája
Édesapja, Orsovai János pilisvörösvári szobafestő volt, aki nagyon szerette a művészeteket, maga is készített művészi szintű alkotásokat, illetve az 1970-es években közterületi képzőművészeti alkotások (képoszlopok) restaurálására, újrafestésére is lehetőséget kapott. Orsovai Valéria így édesapja nyomán kapott kedvet festészethez, és az első szakmai tanácsokat is tőle kapta.
1973 óta fest rendszeresen. 1974-ben a Ferenczi Körben Molnár József festőművész irányítása alatt tanult rajzolni, majd 1976-ban a Szőnyi István Zebegényi Szabadiskolán Háper Ágnes és Bakalár József festőművészektől ismerte meg a festészet mesterfogásait. 1980-ban végezte el a Képző- és Iparművészeti Iskola reklámgrafikai kurzusát, tanára Takács Tamás festőművész volt. 1980 óta rendszeresen fest külföldi megrendelésekre (Ausztria, Németország, Hollandia, Svédország, Amerika, Kanada, Anglia) is. 1990 óta pedig – férjével, Schranz Lajossal közösen – rendszeresen állítják ki műveiket. Mindketten több budapesti és vidéki galéria tagjai, és ugyancsak tagjai, már az 1970-es évek közepe óta a Művészetbarátok Egyesületének is.
1995-ben szeretett bele a selyemfestésbe, azóta ez a festészeti technika áll a legközelebb hozzá. Mint több helyen is elmondta: úgy érzi, ezáltal rátalált arra a technikára, amellyel a legjobban meg tudja valósítani festői ambícióit. Műveiben egyfajta álomvilágot teremt meg, amelyben mindenki boldog, ehhez pedig a selyemfestés kifejezetten alkalmas technikát nyújt; de ugyanez a világnézet köszön vissza az olajfestményeiről is. Selyemfestményeiben hagyományos kínai technikák ötvöződnek saját mesterfogásaival; témái leggyakrabban csendéletek.

## Főbb külföldi kiállításai
- 1990. Ulvenhout (Hollandia)
- 1993. Gröbenzell (Németország)
- 1994. Clusone (Olaszország)

## Magánélete
Tizenévesen gyors- és gépíró iskolát, majd közgazdasági technikumot végzett. Fiatalon a Láng Gépgyár, majd a Fővárosi I. sz. Építőipari Vállalat gyors- és gépírója volt, később ez utóbbi vállalatnál terv-felbontó, utóbb személyzeti előadó lett. Férjével együtt Pesthidegkúton él.